# Abacab (chanson)
Pour l'album de Genesis, voir Abacab.
Singles de Genesis
Misunderstanding
(1980) No Reply at All
(1981)
Pistes de Abacab
No Reply at All
(2)
Abacab est une chanson du groupe de rock britannique Genesis, éponyme de l'album paru le 14 septembre 1981, précédé d'une sortie en single un mois plus tôt. Il s'agit du premier extrait de l'album.
La version de l'album, de plus de sept minutes, est en deux parties : une section chantée, suivie d'une section instrumentale dans laquelle dialoguent la guitare de Rutherford et les claviers de Tony Banks, sur une rythmique minimaliste (basse continue en do en phase avec la caisse claire). 
La version single de quatre minutes ne contient pas la section instrumentale, mais à sa place se termine par le riff de synthétiseur qui ouvre le titre.

## Genèse
Le titre est tiré de la structure d'une première version de la chanson. Le guitariste Mike Rutherford explique dans une interview que le groupe a marqué différentes sections de la chanson avec des lettres de l'alphabet, et à un moment donné les sections ont formé la suite ABACAB. Le morceau terminé ne suit pas ce format, mais le nom a été néanmoins gardé, le mot « Abacab » ayant d'ailleurs été intégré aux paroles de la chanson.

## Sortie et accueil
Abacab sort en single le 14 août 1981 comme premier extrait éponyme de l'album, mais aux États-Unis, il n'est que le second single extrait de l'album. Le single rencontre un succès commercial, atteignant le top 10 en France (où il s'est vendu à plus de 100 000 exemplaires), au Royaume-Uni et en Norvège et la 26e place du Billboard Hot 100.

## Classements par pays
| Classement (1981-82)                   | Meilleure position |
| -------------------------------------- | ------------------ |
| Allemagne (Media Control AG)           | 28                 |
| Belgique (Flandre Ultratop 50 Singles) | 36                 |
| États-Unis (Hot 100)                   | 26                 |
| France (IFOP)                          | 6                  |
| Norvège (VG-lista)                     | 8                  |
| Pays-Bas (Single Top 100)              | 25                 |
| Pays-Bas (Nederlandse Top 40)          | 26                 |
| Royaume-Uni (UK Singles Chart)         | 9                  |
| Afrique du Sud (Springbok Charts)      | 3                  |
| Italie (FIMI)                          | 11                 |

| Classement (1981) | Meilleure position |
| ----------------- | ------------------ |
| France (IFOP)     | 58                 |
| Italie (FIMI)     | 40                 |

| Classement (1982)                 | Meilleure position |
| --------------------------------- | ------------------ |
| Afrique du Sud (Springbok Charts) | 20                 |

## Reprises
Le tribute band allemand Still Collins, formé en 1995, incorpore régulièrement la chanson dans son répertoire de concert. Elle figure aussi sur son album The Genesis Live Special (2012). 